# アルファロメオ・ブレラ
ブレラ（Brera）は、イタリアの自動車メーカー・アルファロメオがかつて販売していたクーペ型の乗用車である。

## 歴史
2002年のサロン・アンテルナショナル・ド・ロトでコンセプトモデルを発表。ジョルジェット・ジウジアーロによってデザインされたボディに、マセラティ製の4.0L V8エンジンを搭載し、豪華なGTを意識したモデルであった。また、大きな盾型のグリルが最初に採用されたモデルでもあり、その後多くの車種で同様のグリルが採用された。
2005年のジュネーヴ・モーターショーで量産型を発表。ジウジアーロによるエクステリアのデザインに大きな変更はないが、車幅が狭くなり、ノーズ部分は搭載するエンジンに合わせて短くなった。
エンジンは2.2L直列4気筒DOHC JTS（直噴）と、3.2L V型6気筒DOHC ツインフェザー（可変バルブ機構）のガソリンエンジン、2.4L直列5気筒の直噴ディーゼルエンジンが搭載された。
また、駆動方式は3.2L V6を搭載するモデルが「Q4」と呼ばれるフルタイム四輪駆動、それ以外はフロントエンジン・前輪駆動（FF）である。
2006年4月、日本で発売開始。導入されたのは2.2Lと3.2Lである。トランスミッションは全車6速MT。最廉価の「2.2 JTS」を除いて大型のサンルーフ「Sky Window」を標準装備とした。
2007年3月、3.2L車にマニュアルモード付き6速AT（Qトロニック）を設定。
同年5月、2.2L車に6速AMT（セレスピード）を設定。ステアリングのパドルによる変速も可能である。
2009年9月、アパレルブランドのイタリア・インディペンデントとのコラボレーションモデル「ブレラ・イタリア・インディペンデント」を世界限定900台で発表。2010年1月には日本でもV型6気筒・3.2L車が導入された（日本価格：630万円）。ボディカラーに量産車世界初のマット（艶消し）仕上げのダークチタニウムを採用し、専用デザインのアルミホイールやカーボンファイバーを多用したインテリア、アルミ製フューエルリッド、赤色塗装キャリパー（フロントはブレンボ製）、専用エンブレムなどを採用。また、シートはポルトローナ・フラウ製（Flauレザー）を装着。
2009年初頭の段階では2011年まで生産が継続される予定だったが、折からのアルファロメオ全体の販売不振によって生産終了時期の前倒しが決定、2010年9月にスパイダーと共に生産を終了した。後継車はなし。

## ギャラリー

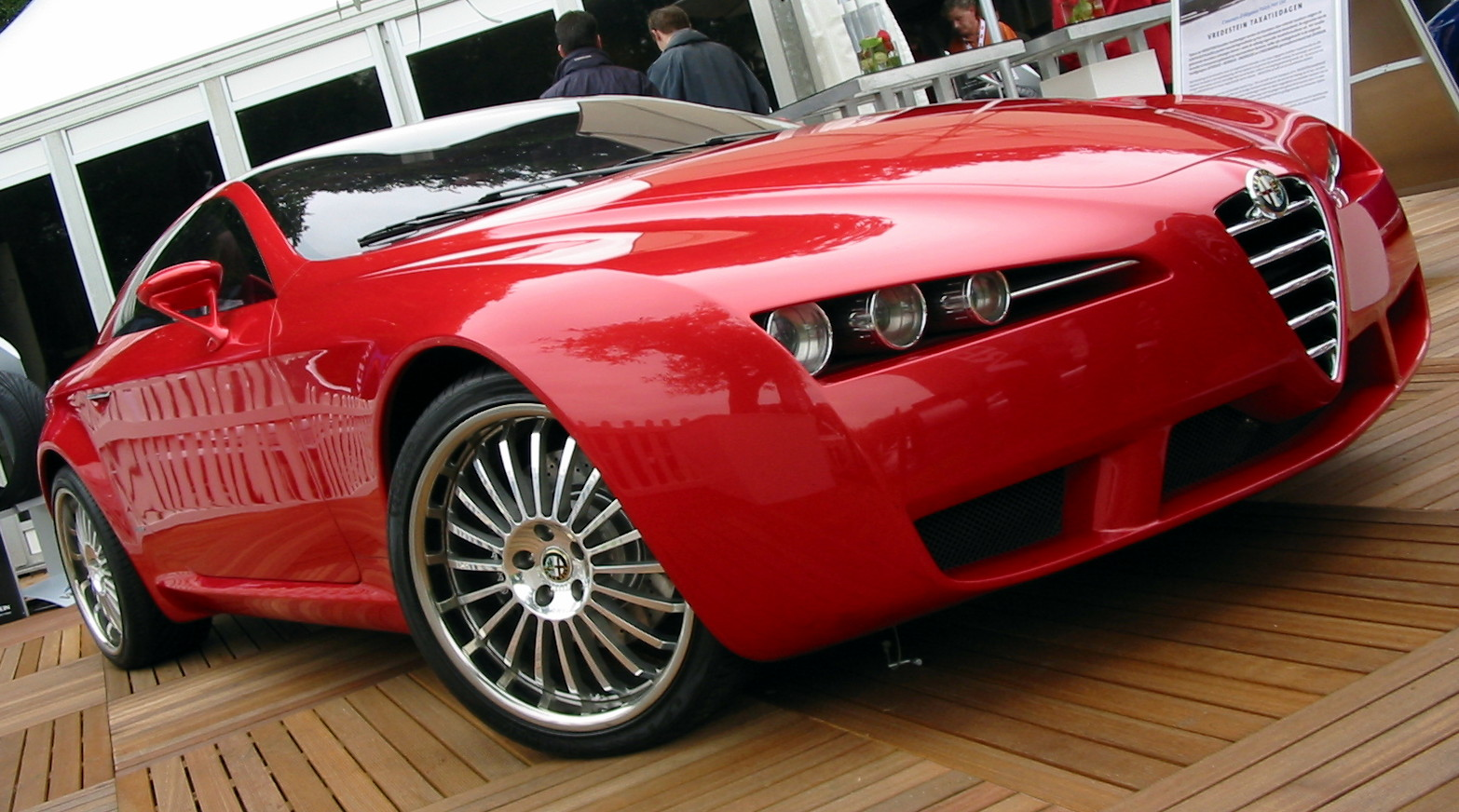
コンセプトモデル
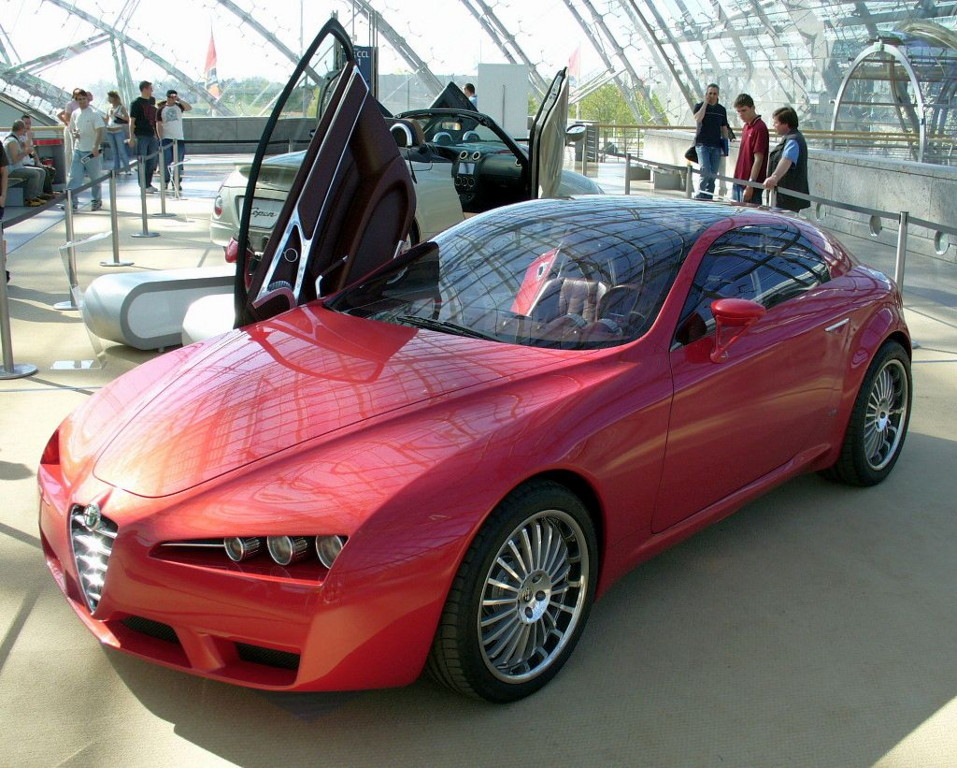
コンセプトモデル
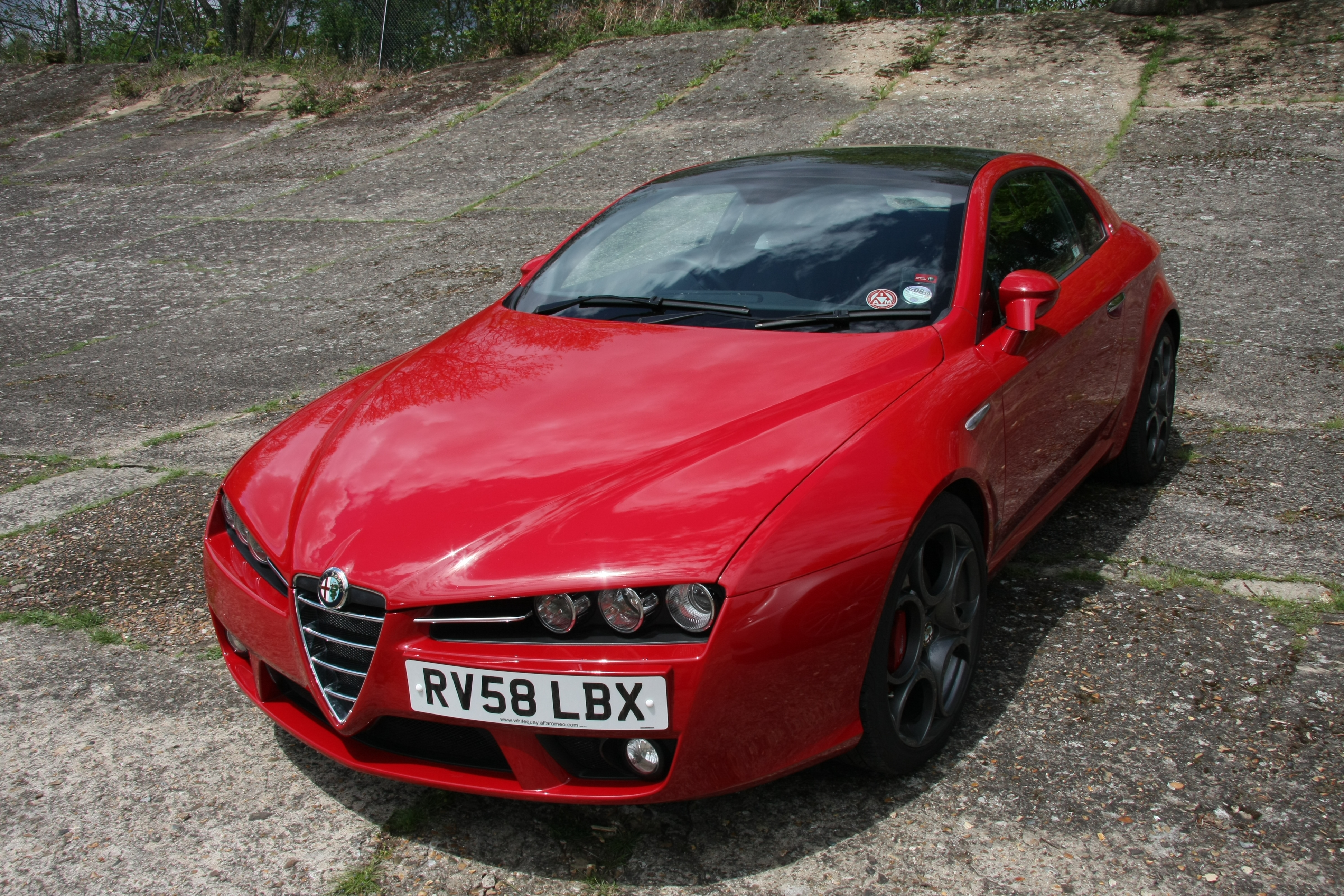
市販モデル
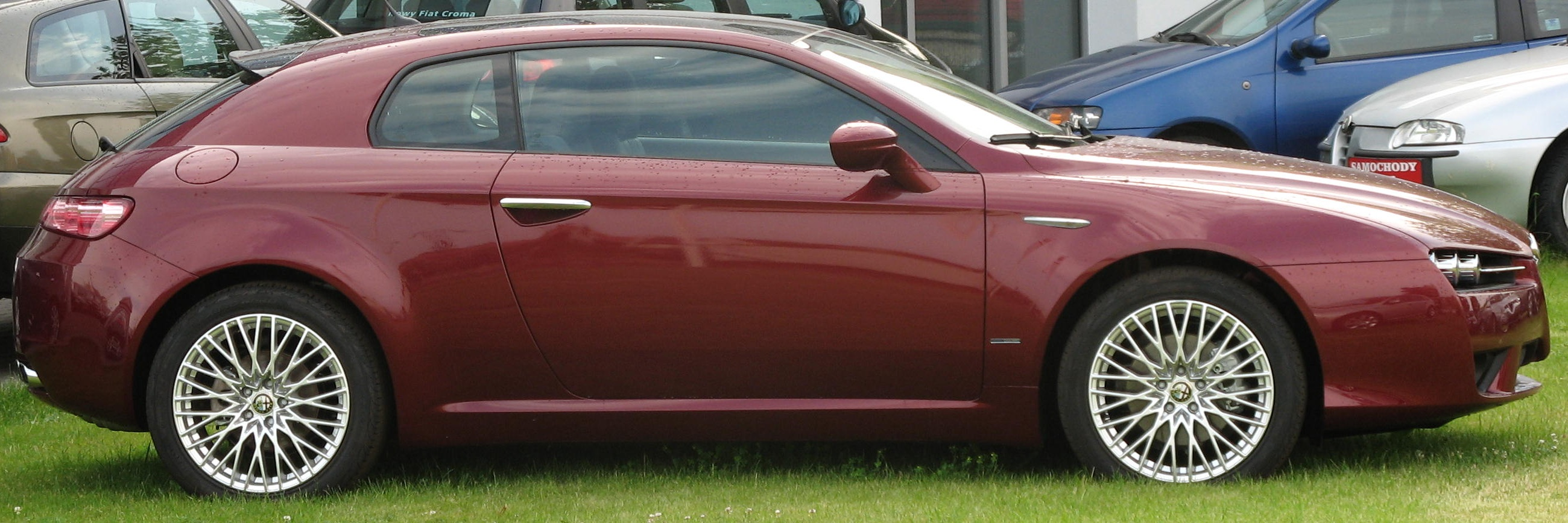
市販モデル
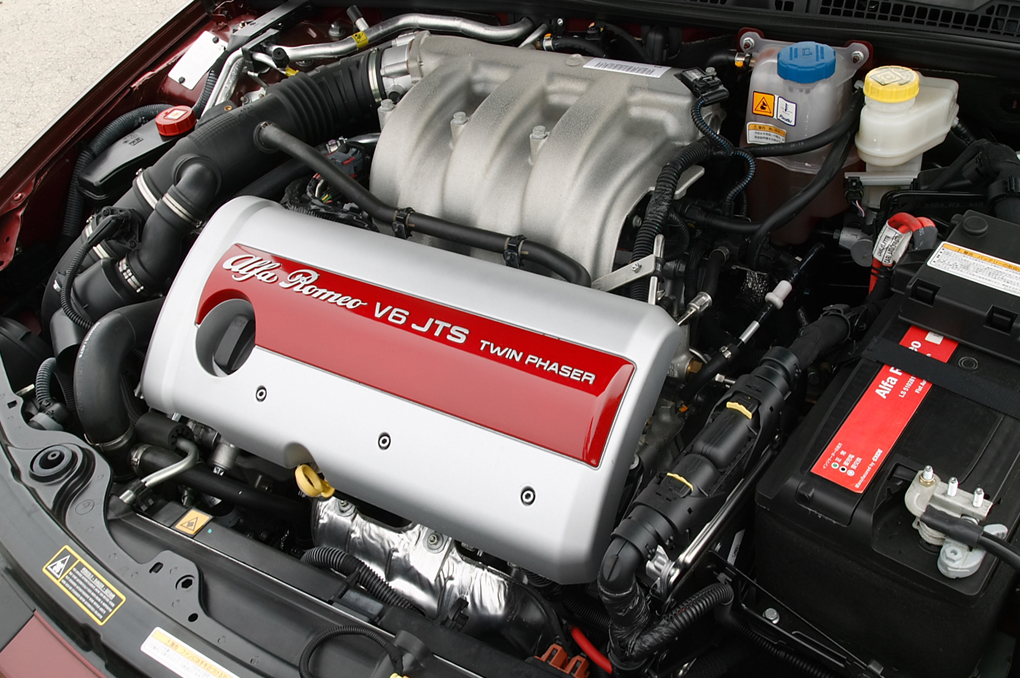
3.2リットルV型6気筒エンジン